# Zbigniew Skłodowski

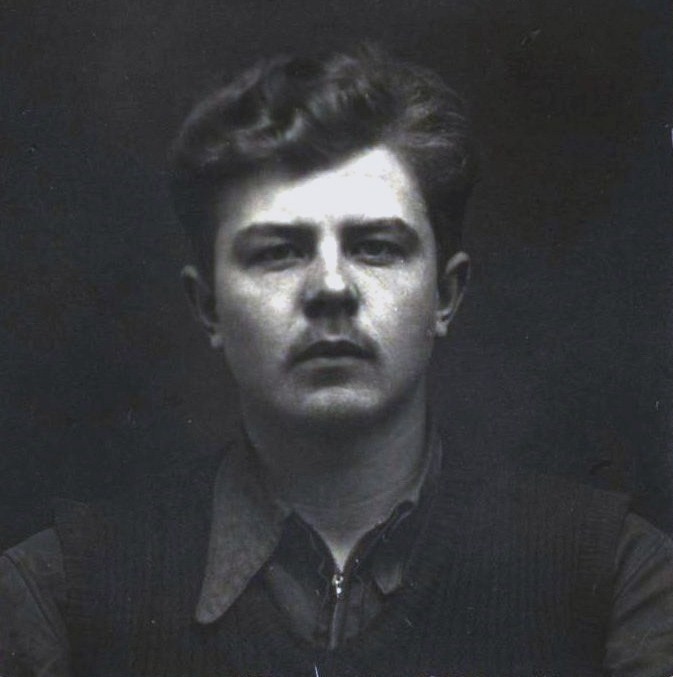
Zbigniew Skłodowski

Zbigniew Skłodowski ps. „Kura” (ur. 1 stycznia 1920 w majątku Towianki w gm. Szaty (pow. Kiejdany), zm. 13 czerwca 1942) – przywódca Szarych Szeregów na Litwie.

## Biogram
Urodził się w rodzinie ziemiańskiej o tradycjach patriotycznych. Ojciec Stanisław Skłodowski był rzeźbiarzem, ochotnikiem-legionistą 1 Pułku Ułanów Krechowieckich, matka Zofia z Abramowiczów – pielęgniarką chirurgiczną. Miał dwie młodsze siostry – Kalinę i Sławę.
Początkowo naukę pobierał w domu, następnie w 1935 zdał egzaminy do polskiego gimnazjum im. Adama Mickiewicza w Kownie. Tam rozpoczął działalność w szeregach nielegalnego polskiego harcerstwa. Brał udział w obozach instruktorskich organizowanych w Polsce – w 1936 w Brennej dla Polskiego Harcerstwa Zagranicznego i w 1937 w Spale. Założył drużynę im. Ks. Józefa Poniatowskiego w gimnazjum w Kownie, następną w polskim gimnazjum w Wiłkomierzu i przejął opiekę nad drużyną w Poniewieżu. Przyczynił się do powstania dwóch polskich drużyn harcerskich na wsiach w okolicach Kowna i Kiejdan.
Po wybuchu II wojny światowej wspólnie z Tadeuszem Kognowickim organizował pomoc uchodźcom z Polski. W latach 1939–1940 do chwili likwidacji polskiego gimnazjum wydawał pisemko „Zarzewie”; dwutygodnik, którego był redaktorem, a które miało na celu krzewienie ducha polskiego wśród młodzieży. W czasie okupacji Litwy przez Związek Radziecki Zbigniew Skłodowski organizował przerzuty żołnierzy zagrożonych represjami ze strony sowieckiej na tereny okupowanej przez Niemców Polski. Wiosną 1940 w tajnym głosowaniu „Rada Starszych” harcerstwa wybrała go na swego przywódcę, a komendant Chorągwi Wileńskiej hm Józef Grzesiak (harcmistrz) „Czarny” mianował hm Zbigniewa Skłodowskiego komendantem Szarych Szeregów na Litwie – organizacji opartej na strukturze przedwojennego Harcerstwa Polskiego na tym terenie.

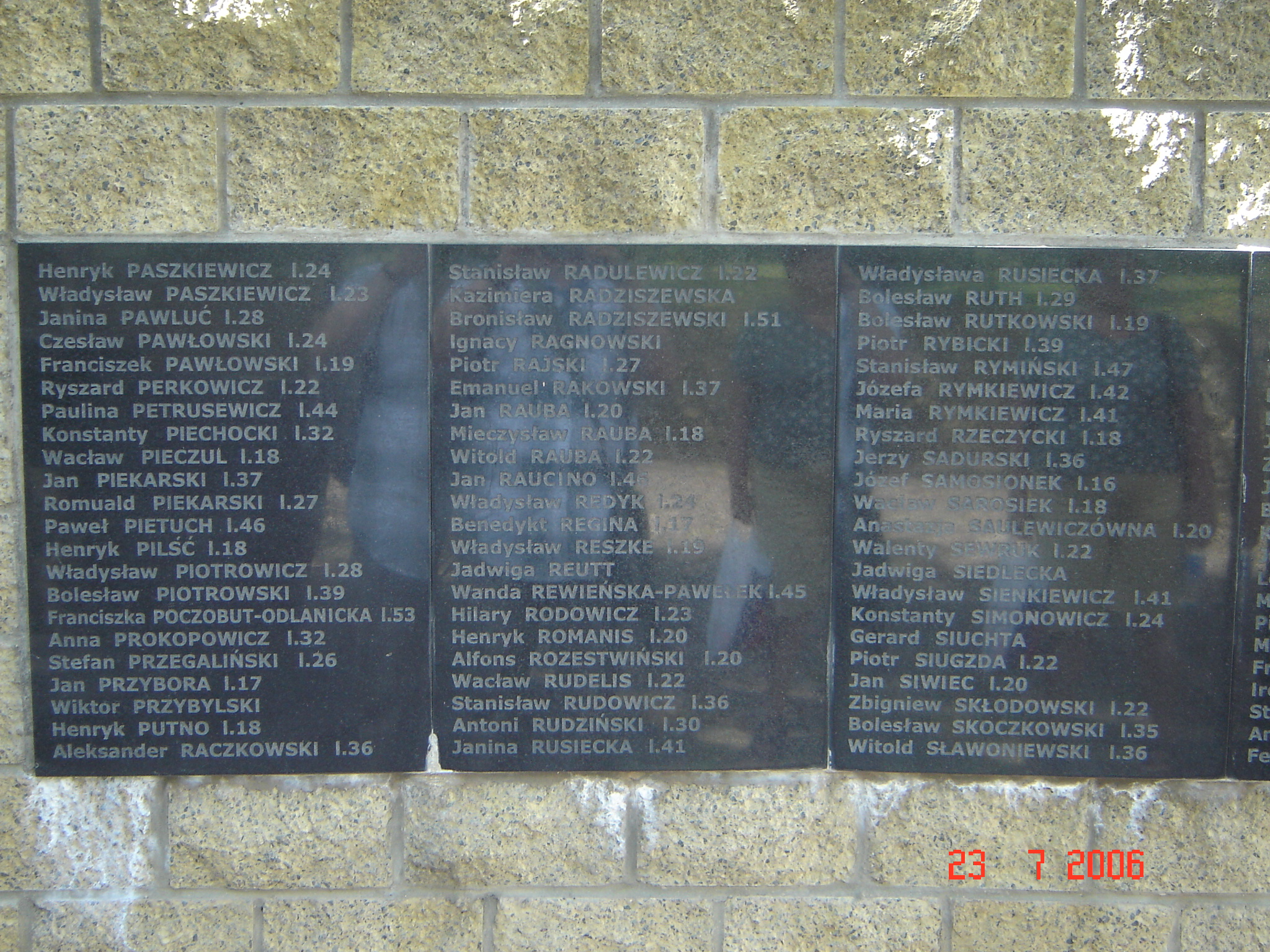
Ponary – Kwatera Polska – fragment

Od 1941 organizował szkolenia wojskowe mężczyzn w Wilnie i na Litwie Kowieńskiej oraz ucieczki i wykup Polaków z obozu koncentracyjnego w Prawieniszkach. Aktywną działalnością instruktorską i organizatorską położył fundamenty pod przyszłą rozbudowę Armii Krajowej okręgu samodzielnego Wilno i podokręgu Litwa Kowieńska.
Poszukiwany przez litewską „Saugumę” i gestapo został aresztowany na przełomie stycznia i lutego 1942 na dworcu w Wilnie. Po ciężkich torturach w więzieniu na Łukiszkach został rozstrzelany 13 czerwca 1942 w Ponarach.
Zbigniew Skłodowski został pośmiertnie odznaczony:
- Medalem Wojska
- Srebrnym Krzyżem Zasługi z Mieczami (1972)